# 皇甫能長
皇甫能長（ファンボ・ヌンジャン、朝鮮語: 황보능장）は、高麗の軍人であり、朝鮮の氏族の永川皇甫氏の始祖である。
中国唐から新羅に帰化した皇甫鏡の曾孫である。皇甫能長は、高麗太祖を支援して三韓統一に功績を挙げ、金剛城将軍と永川府院君に封ぜられた。